# نازک‌مرغ کاراموجا
نازک‌مرغ کاراموجا (نام علمی: Apalis karamojae) نام یک گونه از سرده نازک‌مرغ است.